# Едхем Мулабдић
Едхем Мулабдић (Маглај, 25. децембар 1862 — Сарајево, 29. јануар 1954) је бошњачки  књижевник, уредник часописа, учитељ те аутор првог савременог бошњачког романа.
Због контаката са вођама НДХ био је изопштен, после Другог светског рата му је суђено, а остао је и без своје пензије. Мулабдић је данас лектирни писац. Манифестација „Мулабдићеви дани културе” у целости је посвећена имену овог књижевника.

## Биографија
Едхем Мулабдић је рођен у Маглају 1862. године. Ту је завршио мектеб и руждију, а након тога запослио се као чиновник. Године 1887, Мулабдић уписује Учитељску школу у Сарајеву и по њеном завршетку одмах добија посао у Брчком (од 1890 до 1891). Одатле бива премештен у Сарајево, где ради као наставник у Дурал-муалимину, муслиманској вероучитељској школи. Иза тога је перфект конвикта Учитељске школе, затим наставник у Шеријатској судској школи, а потом надзорник основне школе. Ускоро бива изабран за народног посланика у Маглају (1923) и на тој дужности остаје све до јануара 1929. године, после чега одлази у пензију. 1923. године постаје један од оснивача, а од 1929. године па све до смрти председник хрватског муслиманскога друштва Народна узданица. Заузимао се за приближавање муслимана хрватској националној идеји. Заједно са Сафвет-бегом Башагићем и Османом Нури Хаџићем покреће лист Бехар 1. маја 1900. (уредник листа од 1901. до 1906. године), а 1903. године оснива и друштво Гајрет. Уређивао је и Гајрет (1907).
У свом дугом животу био је пре свега просветитељ, а онда и успешан књижевник. Свој просветитељски рад преноси и на књижевно стваралаштво. Роман Зелено бусење може се сматрати најзначјнијим делом овог аутора, али и првим бошњачки романом. Нова времена је роман мањег значаја, али неоспоран документ за изучавање тог дела историје о ком се у роману говори.
Будући да је Мулабдић и први бошњачки новелиста, битно је поменути и збирку новела На обали Босне. Мноштво чланака и дидактичких текстова остало је расуто по часописима које је писац уређивао или имао заслуге у њиховом стварању као сарадник. За време НДХ јављао се у многим часописима. Због контаката са вођама НДХ био је изопштен (екскомунициран), после Другог светског рата му је суђено, а остао је и без своје пензије. Умро је у Сарајеву, 29. јануара 1954. године.
Данас је Мулабдић лектирни писац и помало му се враћа значај који је имао за развој бошњачке културе и просвете. Маглајска манифестација „Мулабдићеви дани културе” у целости је посвећена имену и делу овог значајног књижевника.

### Романи
- Зелено бусење (Загреб, 1898; Загреб, 1944) — роман из доба окупације Босне и Херцеговине
- Нова времена (Мостар, 1914) — слика из новијег живота у Босни

### Приповетке
- Руковиет шале (Сарајево, 1893) — збирка шаљивих приповетки
- На обали Босне: цртице (Загреб, 1900) — збирка приповетки
- Несретан унук
- Ђуро Препелица
- Ага и кмет
- Лов
- Тахирага
- Ново вријеме

### Цртице
- Шехити (Бехар, бр. 1, 1900/1901)
- Кућни рахатлук (Бехар, бр. 1, 1900/1901)
- Ихтијар Сејфо (Бехар, бр. 2, 1901/1902)
- Зекоња (Бехар, бр. 2, 1901/1902)
- Бунбар (Бехар, бр. 2, 1901/1902)
- Једна ротација (Бехар, бр. 5, 1904/1905)
- Бајрам
- Успомене у народу

### Новеле
- Два трговца (Бехар, бр. 1, 1900/1901)
- Кумови
- Гариб
- Нишан
- Тајно писмо

### Чланци
- Наша дјеца прије мектеба
- Учитељ народу

### Остало
- Код старог дједа
- Османлија
- Бијела меџидија (Бехар, бр. 1, 1900/1901)
- Први езан (Бехар, бр. 4, 1903/1904)
- На Илиџу (Бехар, бр. 5, 1904/1905)
- Цртице (Сарајево, 1907)
- Свак на посао (Сарајево, 1934)
- Изабране приповијести (Загреб, 1944)
- Изабрана дјела /2 св.; књ. 1, Зелено бусење: роман из доба окупације Босне и Херцеговине; књ. 2, Приповијетке/ (Сарајево, 1974)[7][8][9]